# Festival di Cannes 1953
La 6ª edizione del Festival di Cannes si è svolta a Cannes dal 15 al 29 aprile 1953.
La giuria presieduta da Jean Cocteau ha assegnato il Grand Prix per il miglior film a Vite vendute di Henri-Georges Clouzot.

## Selezione ufficiale

### Concorso
- Il brigante (O Cangaceiro), regia di Lima Barreto (Brasile)
- Benvenuto, Mister Marshall! (Bienvenido Mister Marshall), regia di Luis García Berlanga (Spagna)
- Il bianco pastore di renne (Valkoinen peura), regia di Erik Blomberg (Finlandia)
- Lui (Él), regia di Luis Buñuel (Messico)
- Bongolo, regia di André Cauvin (Belgio)
- Vite vendute (Le salaire de la peur), regia di Henri-Georges Clouzot (Francia/Italia)
- Stazione Termini, regia di Vittorio De Sica (Italia)
- Sala de guardia, regia di Tulio Demicheli (Argentina)
- Orizzonti senza fine (Horizons sans fin), regia di Jean Dréville (Francia)
- La rete (La red), regia di Emilio Fernández (Messico)
- Il sole splende alto (The Sun Shines Bright), regia di John Ford (USA)
- Intimate Relations, regia di Charles Frank (Gran Bretagna)
- Las tres perfectas casadas, regia di Roberto Gavaldón (Messico)
- Io confesso (I Confess), regia di Alfred Hitchcock (USA)
- Awaara, regia di Raj Kapoor (India)
- Daibutsu kaigen, regia di Teinosuke Kinugasa (Giappone)
- Chiamatemi Madame (Call Me Madam), regia di Walter Lang (USA)
- 1 aprile 2000 (1. April 2000), regia di Wolfgang Liebeneiner (Germania)
- I figli della tempesta (Sie fanden eine Heimat), regia di Leopold Lindtberg (Gran Bretagna/Svizzera)
- Le avventure di Peter Pan, regia di Hamilton Luske, Clyde Geronimi e Wilfred Jackson (USA)
- Torna piccola Sheba! (Come Back Little Sheba), regia di Daniel Mann (USA)
- För min heta ungdoms skull, regia di Arne Mattsson (Svezia)
- Magia verde, regia di Gian Gaspare Napolitano (Italia)
- Duende y misterio del flamenco, regia di Edgar Neville (Spagna)
- L'incubo dei Mau Mau (Heart of the Matter), regia di George More O'Farrell (Gran Bretagna)
- Nevjera, regia di Vladimir Pogacic (Jugoslavia)
- La vie passionnée de Clémenceau, regia di Gilbert Prouteau (Francia)
- Gendai-jin, regia di Minoru Shibuya (Giappone)
- I figli di Hiroshima (Gembaku no ko), regia di Kaneto Shindō (Giappone)
- Barabba (Barabas), regia di Alf Sjöberg (Svezia)
- La provinciale, regia di Mario Soldati (Italia)
- Le vacanze del signor Hulot (Les vacances de Monsieur Hulot), regia di Jacques Tati (Francia)
- Luz en el páramo, regia di Víctor Urruchúa (Venezuela)
- Doña Francisquita, regia di Ladislao Vajda (Francia)
- Lili, regia di Charles Walters (USA)

## Giuria
- Jean Cocteau, regista (Francia) - presidente
- Louis Chauvet, giornalista (Francia)
- Titina De Filippo, attrice (Italia)
- Guy Desson (Francia)
- Philippe Erlanger, storico (Francia)
- Renée Faure, attrice (Francia)
- Jacques-Pierre Frogerais, produttore (Francia)
- Abel Gance, regista (Francia)
- André Lang, giornalista (Francia)
- Georges Raguis (Francia)
- Edward G. Robinson, attore (USA)
- Charles Spaak, sceneggiatore (Belgio)
- Georges Van Parys, compositore (Francia)

## Palmarès

### Lungometraggi
- Grand Prix: Vite vendute (Le salaire de la peur), regia di Henri-Georges Clouzot (Francia/Italia)
- Prix International du film d'aventures: Il brigante (O Cangaceiro) di Lima Barreto (Brasile)
- Prix International du film de la bonne humeur: Benvenuto, Mister Marshall! (Bienvenido Mister Marshall), regia di Luis García Berlanga (Spagna)
- Prix International du film de divertissement: Lili, regia di Charles Walters (USA)
- Prix International du film dramatique: Torna, piccola Sheba (Come Back Little Sheba), regia di Daniel Mann (USA)
- Prix International du film legendaire: Il bianco pastore di renne (Valkoinen peura), regia di Erik Blomberg (Finlandia)
- Prix International du film d'explorateur: Magia verde, regia di Gian Gaspare Napolitano (Italia)
- Prix International du film le mieux raconté par l'image: La rete (La red), regia di Emilio Fernández (Messico)
- Hommage: Duende y misterio del flamenco, regia di Edgar Neville (Spagna)